# کلوفیل
کلوفیل (به انگلیسی: Clophill) یک روستا و محله مدنی در بریتانیا است که در Central Bedfordshire واقع شده‌است. کلوفیل ۱٬۷۵۰ نفر جمعیت دارد.